# Maria Luigia Borsi
Maria Luigia Borsi (Sora, 28 febbraio 1973) è un soprano italiano nota soprattutto per l'interpretazione di opere di Giacomo Puccini e Giuseppe Verdi.

Il soprano Maria Luigia Borsi

Tra le qualità notate dalla critica ci sono il controllo del respiro, il fraseggio, il tono intenso e la capacità di recitazione.

## Biografia
Maria Luigia Borsi è nata a Sora. Suo padre è toscano mentre sua madre viene dalla Ciociaria. Ha iniziato i suoi studi vocali in tenera età mentre cantava in un coro per bambini, la Corale "Domenico Savio", creato da don Lelio Bausani e si è laureata in canto lirico presso i'Istituto musicale "Pietro Mascagni" di Livorno, I suoi insegnanti di canto sono stati Lucia Stanescu, Antonietta Stella, Renata Scotto e Claudio Desderi.
È sposata con il violinista statunitense Brad Repp.
Nel 2002, è stata la vincitrice del Concorso vocale internazionale di Sanremo, guadagnandosi il titolo di "Miglior cantante lirica del 2002" (Il presidente della giuria era il tenore Andrea Bocelli). Nel 2002, 2003, 2004 e 2008 ha partecipato a una tournée in Asia, Australia, Stati Uniti ed Europa insieme al tenore Andrea Bocelli.  Nel 2004, ha iniziato la sua carriera d'opera al Teatro alla Scala di Milano interpretando il ruolo di Liù in Turandot di Giacomo Puccini, direttore Carlo Rizzi. Sempre nel 2004, ha interpretato il ruolo della protagonista ne La traviata (Violetta) per la riapertura del Gran Teatro La Fenice, di Venezia, direttore Lorin Maazel.
Nel 2006, ha nuovamente interpretato il ruolo principale di Violetta all'Opernhaus di Zurigo insieme al baritono Renato Bruson, al tenore Giuseppe Sabbatini, al tenore José Cura e al baritono Giorgio Zancanaro. Nel 2007 è stata artista ospite alla cerimonia di chiusura dei Giochi estivi delle Giochi olimpici speciali di Shanghai, insieme a José Carreras. Nel 2008, ha interpretato il ruolo femminile principale (Desdemona) nella produzione del Festival di Salisburgo di Otello di Giuseppe Verdi, direttore Riccardo Muti.
Maria Luigia Borsi è anche conosciuta come concertista e ha tenuto concerti da solista in locali come la Wigmore Hall. Ha partecipato a recital con José Carreras e Leo Nucci, tra gli altri.

## Registrazioni
- Sinfonia n. 9 - Ludwig van Beethoven, "Live dalla Città del Vaticano ", direttore Lorin Maazel, etichetta: Kultur[22]
- Turandot - Giacomo Puccini, direttore Keri-Lynn Wilson, etichetta: La Fenice[23]
- Maometto - Peter von Winter, direttore Gabriele Bellini, etichetta: Marco Polo[24] ( UK Gramophone Award 2004 )
- Don Giovanni - Wolfgang Amadeus Mozart, direttore Zubin Mehta, etichetta: Helicon
- Italian Soprano Arias - London Symphony Orchestra, direttore Yves Abel, etichetta: Naxos

## Premi e onorificenze
- L'asteroide 82463 Mluigiaborsi, scoperto dagli astronomi italiani Luciano Tesi e Giuseppe Forti nel 2001, è stato intitolato in suo onore. La cerimonia ufficiale di intitolazione è stata pubblicata dal Minor Planet Center il 7 febbraio 2012 (M.P.C. 78270).